# Landécourt
Landécourt település Franciaországban, Meurthe-et-Moselle megyében. Lakosainak száma 85 fő (2022. január 1.). Landécourt Clayeures, Einvaux, Franconville, Lamath és Moriviller községekkel határos.

## Népesség
A település népességének változása:
| Lakosok száma | 83   | 78   | 76   | 86   | 102  | 97   | 88   | 85   | 84   | 85   |
|               | 1968 | 1982 | 1990 | 2006 | 2013 | 2015 | 2017 | 2019 | 2020 | 2022 |